# Riva Basket
Il Riva Basket è una società cestistica femminile della Svizzera Italiana con sede a Riva San Vitale, comune a nord del Distretto di Mendrisio sulle sponde del Lago di Lugano.
La squadra è stata fondata nel 1979, e disputa la Lega Nazionale A.
Nella stagione 2007-08 ha vinto il primo scudetto della sua storia sotto la guida del presidente Francesco Markesch, dell'allenatore Pier Giorgio Manfrè; in rosa figuravano tra le altre: la capitana Nicoletta Quagli, le statunitensi Jessica Smith e Jocelyn Logan-Friend.
Nella stagione 2023-24 la squadra viene promossa nella massima serie.

## Allenatori
- 2005-2008: : Piergiorgio Manfrè
- 2009-2011: : Piergiorgio Manfrè
- 2011-2013: : Fabrizio Rezzonico
- 2013-2015: : Aldo Corno
- 2015-2021: : Valter Montini
- 2021: : Scott Twehues
- 2021-2022: : Valter Montini
- 2022-: : Andrea Piccinelli